# Talusan
Talusan è una municipalità di quinta classe delle Filippine, situata nella Provincia di Zamboanga Sibugay, nella regione della Penisola di Zamboanga.
Talusan è formata da 14 baranggay:
- Aurora
- Baganipay
- Bolingan
- Bualan
- Cawilan
- Florida
- Kasigpitan
- Laparay
- Mahayahay
- Moalboal
- Poblacion (Talusan)
- Sagay
- Samonte
- Tuburan